# Manchester United Football Club 1996-1997
Questa voce raccoglie le informazioni riguardanti il Manchester United Football Club nelle competizioni ufficiali della stagione 1996-1997.

## Rosa
| N. |                        | Ruolo | Calciatore           |
| -- | ---------------------- | ----- | -------------------- |
| 1  | Danimarca (bandiera)   | P     | Peter Schmeichel     |
| 2  | Inghilterra (bandiera) | D     | Gary Neville         |
| 3  | Irlanda (bandiera)     | D     | Denis Irwin          |
| 4  | Inghilterra (bandiera) | D     | David May            |
| 6  | Inghilterra (bandiera) | D     | Gary Pallister       |
| 7  | Francia (bandiera)     | A     | Éric Cantona         |
| 8  | Inghilterra (bandiera) | C     | Nicky Butt           |
| 9  | Inghilterra (bandiera) | A     | Andy Cole            |
| 10 | Inghilterra (bandiera) | C     | David Beckham        |
| 11 | Galles (bandiera)      | C     | Ryan Giggs           |
| 12 | Inghilterra (bandiera) | D     | Phil Neville         |
| 13 | Scozia (bandiera)      | A     | Brian McClair        |
| 14 | Paesi Bassi (bandiera) | C     | Jordi Cruijff        |
| 15 | Rep. Ceca (bandiera)   | C     | Karel Poborský       |
| 16 | Irlanda (bandiera)     | C     | Roy Keane            |
| 17 | Paesi Bassi (bandiera) | P     | Raimond van der Gouw |

| N. |                             | Ruolo | Calciatore          |
| -- | --------------------------- | ----- | ------------------- |
| 18 | Inghilterra (bandiera)      | C     | Paul Scholes        |
| 19 | Norvegia (bandiera)         | D     | Ronny Johnsen       |
| 20 | Norvegia (bandiera)         | A     | Ole Gunnar Solskjær |
| 21 | Irlanda del Nord (bandiera) | D     | Pat McGibbon        |
| 22 | Inghilterra (bandiera)      | C     | Simon Davies        |
| 23 | Inghilterra (bandiera)      | C     | Ben Thornley        |
| 24 | Inghilterra (bandiera)      | D     | John O'Kane         |
| 25 | Inghilterra (bandiera)      | P     | Kevin Pilkington    |
| 26 | Inghilterra (bandiera)      | D     | Chris Casper        |
| 27 | Inghilterra (bandiera)      | C     | Terry Cooke         |
| 28 | Irlanda del Nord (bandiera) | C     | Philip Mulryne      |
| 29 | Inghilterra (bandiera)      | C     | Michael Appleton    |
| 30 | Inghilterra (bandiera)      | D     | Ronnie Wallwork     |
| 31 | Inghilterra (bandiera)      | D     | John Curtis         |
| 32 | Inghilterra (bandiera)      | D     | Michael Clegg       |
| 33 | Inghilterra (bandiera)      | C     | Paul Gibson         |